# Берлінгтон (Айова)
Берлінгтон (англ. Burlington) — місто (англ. city) в США, в окрузі Де-Мойн штату Айова. Населення — 23 982 особи (2020).

## Географія
Берлінгтон розташований за координатами 40°48′23″ пн. ш. 91°7′31″ зх. д. / 40.80639° пн. ш. 91.12528° зх. д. (40.806446, -91.125339).  За даними Бюро перепису населення США в 2010 році місто мало площу 39,48 км², з яких 37,51 км² — суходіл та 1,98 км² — водойми.

### Клімат
| Клімат : Берлінгтон       | Клімат : Берлінгтон | Клімат : Берлінгтон | Клімат : Берлінгтон | Клімат : Берлінгтон | Клімат : Берлінгтон | Клімат : Берлінгтон | Клімат : Берлінгтон | Клімат : Берлінгтон | Клімат : Берлінгтон | Клімат : Берлінгтон | Клімат : Берлінгтон | Клімат : Берлінгтон | Клімат : Берлінгтон |
| Показник                  | Січ.                | Лют.                | Бер.                | Квіт.               | Трав.               | Черв.               | Лип.                | Серп.               | Вер.                | Жовт.               | Лист.               | Груд.               | Рік                 |
| Середній максимум, °C     | −0,8                | 1,9                 | 8,9                 | 16,7                | 22,6                | 27,7                | 29,8                | 28,3                | 24,3                | 18,1                | 9,7                 | 1,5                 | 15,7                |
| Середній мінімум, °C      | −10,5               | −7,8                | −1,4                | 5,4                 | 11,0                | 16,1                | 18,6                | 17,2                | 12,8                | 6,5                 | −0,1                | −7,3                | 5,0                 |
| Норма опадів, мм          | 33                  | 30                  | 71                  | 94                  | 104                 | 107                 | 109                 | 107                 | 102                 | 74                  | 64                  | 48                  | 942                 |
| ------------------------- | ------------------- | ------------------- | ------------------- | ------------------- | ------------------- | ------------------- | ------------------- | ------------------- | ------------------- | ------------------- | ------------------- | ------------------- | ------------------- |
| Джерело: worldclimate.com |                     |                     |                     |                     |                     |                     |                     |                     |                     |                     |                     |                     |                     |

## Демографія
Згідно з переписом 2010 року, у місті мешкали 25 663 особи в 10 938 домогосподарствах у складі 6693 родин. Густота населення становила 650 осіб/км².  Було 11899 помешкань (301/км²).
Расовий склад населення:
| - 88,2 % — білих - 7,2 % — чорних або афроамериканців - 0,8 % — азіатів - 0,3 % — корінних американців - 0,1 % — вихідців з тихоокеанських островів |

До двох чи більше рас належало 2,9 %. Частка іспаномовних становила 3,1 % від усіх жителів.
За віковим діапазоном населення розподілялося таким чином: 23,7 % — особи молодші 18 років, 58,9 % — особи у віці 18—64 років, 17,4 % — особи у віці 65 років та старші. Медіана віку мешканця становила 39,7 року. На 100 осіб жіночої статі у місті припадало 92,5 чоловіків;  на 100 жінок у віці від 18 років та старших — 89,2 чоловіків також старших 18 років.
Середній дохід на одне домашнє господарство  становив 53 203 долари США (медіана — 39 586), а середній дохід на одну сім'ю — 62 217 доларів (медіана — 49 559). Медіана доходів становила 40 513 долари для чоловіків та 30 579 доларів для жінок. За межею бідності перебувало 19,6 % осіб, у тому числі 28,2 % дітей у віці до 18 років та 8,8 % осіб у віці 65 років та старших.
Цивільне працевлаштоване населення становило 11 610 осіб. Основні галузі зайнятості: виробництво — 20,2 %, освіта, охорона здоров'я та соціальна допомога — 20,1 %, роздрібна торгівля — 14,7 %, мистецтво, розваги та відпочинок — 10,1 %.

## Відомі люди
- Роберт Нойс (англ. Robert Noyce, * 12 грудня 1927 — † 3 червня 1990) — один з винахідників інтегральної схеми, один зі співзасновників корпорації Intel. Уродженець Берлінгтона.